# Kinney County
Kinney County är ett administrativt område i delstaten Texas, USA. År 2010 hade county 3 598 invånare. Den administrativa huvudorten (county seat) är Brackettville. 

## Geografi
Enligt United States Census Bureau så har countyt en total area på 3 535 km². 3 530 km² av den arean är land och 5 km² är vatten.

### Angränsande countyn
- Edwards County - norr
- Uvalde County - öster
- Maverick County - söder
- Val Verde County - väster
- Mexiko - sydväst